# علاقات السويد الخارجية

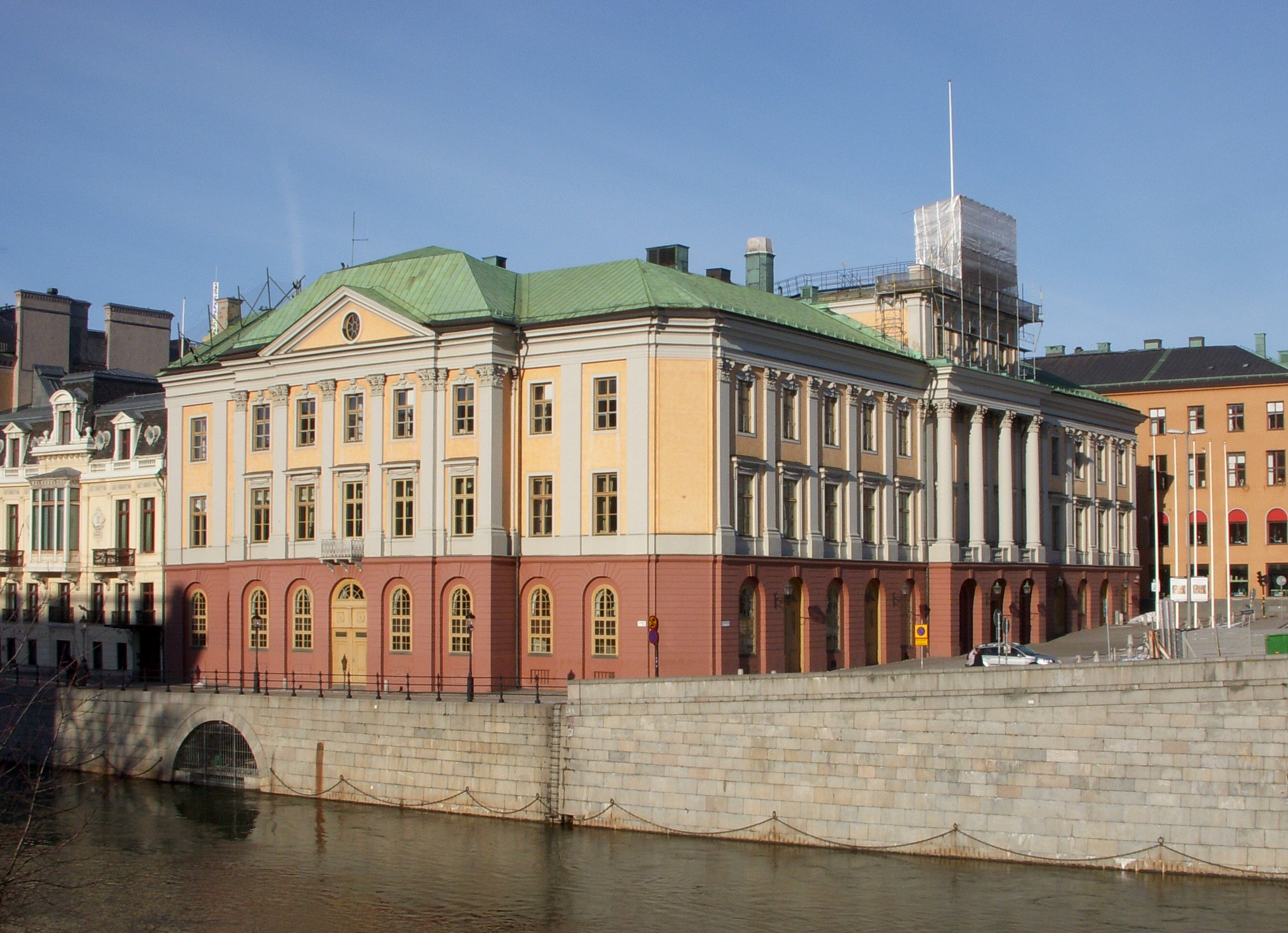

تستند السياسة الخارجية للسويد إلى فرضية مفادها أن أفضل سبيل لخدمة الأمن القومي هو البقاء بمنأى عن التحالفات في وقت السلم من أجل البقاء بلدا محايدا في حالة نشوب حرب. وفي عام 2002، نقحت السويد عقيدتها الأمنية. وما زال المذهب الأمني ينص على أن «السويد تنتهج سياسة عدم المشاركة في التحالفات العسكرية»، ولكنها تسمح بالتعاون في التصدي للتهديدات التي يتعرض لها السلام والأمن. وتسعى الحكومة أيضاً إلى الحفاظ على مستوى المعيشة المرتفع في السويد. ويتطلب هذان الهدفان إنفاقاً باهظاً على الرعاية الاجتماعية، والإنفاق الدفاعي بمعدلات تعتبر منخفضة وفقاً لمعايير أوروبا الغربية (نحو 1.2% حالياً من الناتج المحلي الإجمالي)، والاهتمام الوثيق بفرص التجارة الخارجية والتعاون الاقتصادي العالمي.

## الأمم المتحدة
السويد عضو في الأمم المتحدة منذ 19 نوفمبر 1946، وتشارك بنشاط في أنشطة المنظمة، بما في ذلك كعضو منتخب في مجلس الأمن (1957–1958 و1975–1976 و1997–1998 و2017–2018)، موفرة داغ همرشولد ثاني أمين عام منتخب للأمم المتحدة، وما إلى ذلك. وقد استُكمل الاهتمام القوي من جانب الحكومة السويدية والشعب السويدي بالتعاون الدولي وصنع السلام في أوائل الثمانينات بتجديد الاهتمام بمسائل الأمن في بلدان الشمال الأوروبي وأوروبا.
وقررت السويد عدم التوقيع على معاهدة حظر الأسلحة النووية.

## الاتحاد الأوروبي
بعد أن قدم رئيس الوزراء آنذاك إينغفار كارلسون طلب السويد في يوليو 1991، بدأت المفاوضات في فبراير 1993. وأخيرا، في 1 يناير 1995، أصبحت السويد عضوا في الاتحاد الأوروبي. وفي حين زعم البعض أنها تتعارض مع سياسة الحياد التاريخية التي انتهجتها السويد، حيث لم تنضم السويد إليه أثناء الحرب الباردة لأنها كانت تُعَد متعارضة مع الحياد، فقد نظر آخرون إلى هذه الخطوة باعتبارها امتداداً طبيعياً للتعاون الاقتصادي الذي كان مستمراً منذ عام 1972 مع الاتحاد الأوروبي. ولقد عالجت السويد هذا الجدال من خلال الاحتفاظ بالحق في عدم المشاركة في أي تحالف دفاعي للاتحاد الأوروبي في المستقبل. وفي مفاوضات العضوية في الفترة 1993–1994، احتفظت السويد أيضا بالحق في اتخاذ قرار نهائي بشأن الانضمام إلى المرحلة الثالثة من الاتحاد الاقتصادي والنقدي الأوروبي «في ضوء التطورات المستمرة.» وفي استفتاء وطني أجري في نوفمبر 1994، صوت 52.3 في المائة من المشاركين مؤيدين لعضوية الاتحاد الأوروبي. وكانت نسبة الناخبين الذين أدلوا بأصواتهم مرتفعة، حيث صوت 83.3 في المائة من الناخبين المؤهلين. وشملت المخاوف السويدية الرئيسية كسب التأييد الشعبي لتعاون الاتحاد الأوروبي، وتوسيع الاتحاد الأوروبي، وتعزيز الاتحاد الأوروبي في مجالات مثل النمو الاقتصادي، والترقية الوظيفية، والقضايا البيئية.
في استطلاعات الرأي التي أجريت بعد بضع سنوات من الاستفتاء، أشار العديد من السويديين إلى أنهم غير راضين عن عضوية السويد في الاتحاد الأوروبي. ومع ذلك، فبعد أن استضافت السويد بنجاح رئاستها الأولى للاتحاد الأوروبي في النصف الأول من عام 2001، يتخذ معظم السويديين اليوم موقفا أكثر إيجابية تجاه الاتحاد الأوروبي. قررت الحكومة، بدعم من حزب الوسط، في ربيع عام 1997 البقاء خارج الاتحاد الاقتصادي والنقدي، على الأقل حتى عام 2002. أجري استفتاء في 14 سبتمبر 2003. وكانت النتائج 55.9% للرفض، و42.0% نعم و2.1% الذين لم يقدموا إجابة («تصويت فارغ»).

## مجلس بلدان الشمال الأوروبي
لقد كانت السياسة الخارجية السويدية نتيجة لتوافق واسع في الآراء. وتتعاون السويد تعاونا وثيقا مع جيرانها في بلدان الشمال الأوروبي، وبشكل رسمي في المسائل الاقتصادية والاجتماعية من خلال مجلس وزراء بلدان الشمال الأوروبي، وبشكل غير رسمي في المسائل السياسية من خلال التشاور المباشر.

## عدم الانحياز
إن سياسة الحياد وعدم الانحياز السويدية في وقت السلم قد تفسر جزئياً الكيفية التي قد تتمكن بها البلاد من البقاء بعيداً عن الحروب منذ عام 1814. ولم تعرّف الحكومات السويدية عدم الانحياز بأنه يستبعد المواقف الصريحة في الشؤون الدولية. ولقد فضل قادة الحكومات حركات التحرير الوطني التي تتمتع بدعم واسع النطاق بين بلدان العالم النامي، مع إيلاء اهتمام خاص ل‌أفريقيا. خلال الحرب الباردة، كانت السويد تشك في القوى العظمى، التي رأت أنها تتخذ قرارات تؤثر على البلدان الصغيرة دون التشاور دائما مع تلك البلدان. ومع نهاية الحرب الباردة، تضاءلت هذه الشكوك بعض الشيء، على الرغم من أن السويد لا تزال تختار عدم الانحياز. لقد أولت السويد اهتماماً خاصاً لقضايا نزع السلاح، و‌الحد من التسلح، ومنع الانتشار النووي، كما أسهمت على نحو بالغ الأهمية في جهود الأمم المتحدة وغيرها من جهود حفظ السلام الدولية، بما في ذلك قوات حفظ السلام التي يقودها حلف شمال الأطلسي في البلقان. وعملت بصفة مراقب في الاتحاد الأوروبي الغربي في الفترة من 1995 إلى 2011، ولكنها ليست عضوا نشطا في الشراكة من أجل السلام التابعة لمنظمة حلف شمال الأطلسي ومجلس الشراكة الأوروبية الأطلسية.
تعززت مشاركة السويد مع منظمة حلف شمال الأطلسي بشكل خاص خلال فترة ولاية أندرس فوغ راسموسن.
لقد قادت سياسة عدم الانحياز السويد إلى العمل ك‌قوة حماية لعدد من الدول التي لا تقيم علاقات دبلوماسية رسمية مع بعضها البعض لأسباب مختلفة. وهي تمثل حاليًا الولايات المتحدة وكندا والعديد من دول أوروبا الغربية في كوريا الشمالية للمسائل القنصلية. في عدة مناسبات عندما قطعت المملكة المتحدة علاقاتها مع إيران (بما في ذلك الثورة الإيرانية في عام 1979، وقضية سلمان رشدي، واقتحام السفارة البريطانية في طهران في عام 2012)، عملت السويد كقوة حماية للمملكة المتحدة.

## الجيش
وظفت السويد جيشها في مناسبات عديدة منذ نهاية الحرب الباردة، من البوسنة والكونغو إلى أفغانستان وليبيا. وطبقاً لإحدى الدراسات فإن «هذا النشاط العسكري مدفوع بالتقاليد السويدية الدولية القائمة على» فعل الخير«في العالم، ولكنه مدفوع أيضاً بأغراض مفيدة. وهي تشمل الرغبة في النفوذ السياسي في المؤسسات الدولية، والاهتمام بتشكيل بيئة جماعية، والاهتمام بتحسين قابلية التشغيل المتبادل وفعالية الجيش السويدي.»

## وصلات خارجية
- كتاب حقائق العالم – Sweden
- وزارة الخارجية (الولايات المتحدة) – Sweden

- "Sweden and Africa — a policy to address common challenges and opportunities" White paper delivered by the Minister of Foreign Affairs to the Riksdag March 6, 2008